# Aleksandra Mirosławová
Aleksandra Mirosławová (rozená Rudzińská, nepřechýleně Mirosław, Rudzińska; * 2. února 1994 Lublin) je polská reprezentantka ve sportovním lezení, mistryně světa, vicemistryně Evropy, mistryně Polska a juniorská mistryně Polska v lezení na rychlost. Na Letních olympijských hrách 2024 vyhrála závod v lezení na rychlost.
Od roku 2019 závodí jako Aleksandra Mirosławová.

## Výkony a ocenění
- 2014: vítězka otevřeného mistrovství Německa
- 2012 a 2016: dvě nominace na Světové hry
- 2018: mistryně světa
- 2019: mistryně světa

### Závodní výsledky
| Světové hry | Světové hry | Světové hry |
| Rok         | 2013        | 2017        |
| ----------- | ----------- | ----------- |
| Rychlost    | 4           | nominace    |

| Mistrovství světa | Mistrovství světa | Mistrovství světa | Mistrovství světa | Mistrovství světa |
| Rok               | 2014              | 2016              | 2018              | 2019              |
| ----------------- | ----------------- | ----------------- | ----------------- | ----------------- |
| Rychlost          | 3                 | 4                 | 1                 | 1                 |

| Světový pohár | Světový pohár | Světový pohár | Světový pohár | Světový pohár | Světový pohár | Světový pohár | Světový pohár | Světový pohár | Světový pohár |
| Rok           | 2010          | 2011          | 2012          | 2013          | 2014          | 2015          | 2016          | 2018          | 2019          |
| ------------- | ------------- | ------------- | ------------- | ------------- | ------------- | ------------- | ------------- | ------------- | ------------- |
| Rychlost      |               |               |               | 3             |               |               |               | 19            | 8             |
| jednotlivě*   | x             | x             | x             | x             | x             | x             | x             | x             | x             |

- poznámka: nalevo jsou poslední závody v roce

| Mistrovství Evropy | Mistrovství Evropy | Mistrovství Evropy |
| Rok                | 2013               | 2015               |
| ------------------ | ------------------ | ------------------ |
| Rychlost           | 2                  | 7                  |

| Mistrovství Polska | Mistrovství Polska | Mistrovství Polska |
| Rok                | 2013               | 2015               |
| ------------------ | ------------------ | ------------------ |
| Rychlost           | 1                  | 1                  |

| Mistrovství světa juniorů | Mistrovství světa juniorů | Mistrovství světa juniorů | Mistrovství světa juniorů | Mistrovství světa juniorů | Mistrovství světa juniorů |
| Rok                       | 2009 kat. B               | 2010 kat. A               | 2011 kat. A               | 2012 juniorky             | 2013 juniorky             |
| ------------------------- | ------------------------- | ------------------------- | ------------------------- | ------------------------- | ------------------------- |
| Rychlost                  | 1                         | 3                         | 1                         | 4                         | 1                         |

| Mistrovství Evropy juniorů | Mistrovství Evropy juniorů | Mistrovství Evropy juniorů |
| Rok                        | 2012 juniorky              | 2013 juniorky              |
| -------------------------- | -------------------------- | -------------------------- |
| Rychlost                   | 3                          | 2                          |

| Evropský pohár juniorů | Evropský pohár juniorů | Evropský pohár juniorů | Evropský pohár juniorů |
| Rok                    | 2011 kat. A            | 2012 juniorky          | 2013 juniorky          |
| ---------------------- | ---------------------- | ---------------------- | ---------------------- |
| Rychlost               | 1                      | 2                      | 2-3                    |
| jednotlivě*            | x                      | -,,-,                  | ,,-                    |

- poznámka: nalevo jsou poslední závody v roce